# Paul-André Lemoisne
Paul-André Lemoisne, né à Paris 10e le 7 février 1875 et mort le 19 juin 1964 à Neuilly-sur-Seine, est un bibliothécaire et historien de l'art français, membre de l'Institut et directeur du Cabinet des estampes.

## Biographie
Fils d'un médecin parisien, Paul-André Lemoisne devient élève de l'École nationale des chartes et obtient en 1901 son diplôme d'archiviste-paléographe grâce à une thèse intitulée François de Vendôme, vidame de Chartres (15..-1560). Il ne se classe cependant que 14e et dernier de sa promotion.
Travaillant au Cabinet des estampes de la Bibliothèque nationale dès sa sortie de l'École, il seconde notamment son maître Henri Bouchot pour l'exposition de mai 1904 sur les primitifs français au Pavillon de Marsan. Il y est ensuite nommé stagiaire et entre dès 1907 au Comité de l'art français
Il fréquente les salons où se rencontrent les artistes. C'est chez Henri Rouart qu'il rencontre sa future épouse, Suzanne, petite-fille de Paul Gavarni.
Il est conservateur en chef du Cabinet de 1925 à 1939,.
Il est à deux reprises (1927-1928 puis de 1931 à 1933) président de l'Association des bibliothécaires de France et a également été président de la Société de l'École des chartes, de la Société de l'histoire de France et de la Société de l'histoire de l'art français.
Son collègue Jean Adhémar le définit comme « courtois mais assez distant » 
Il est élu membre de l'Académie des beaux-arts le 23 mai 1945 au fauteuil 4 de la section des membres libres.

## Œuvre
L'œuvre administrative de P.-A. Lemoisne s'est doublée d'une œuvre scientifique personnelle dédiée à quelques peintres du XIXe siècle.
Sa première étude, en deux volumes (1912-1914), est consacrée à Eugène Lami peintre, aquarelliste et graveur, dont les lithographies furent très diffusées sous la monarchie de Juillet et le Second Empire. L’Académie française lui décerne le prix Charles-Blanc en 1913.
Il consacre ensuite deux nouveaux volumes à son grand-père par alliance (1924-1928), mettant notamment à profit l'accès privilégié à sa correspondance.
Mais c'est certainement pour son œuvre sur Degas qu'il est le plus connu. Il lui consacre une biographie dès 1912 et est surtout l'auteur du catalogue raisonné de son œuvre en 4 volumes (1942-1949).

## Documentation
Ses archives sont déposées à l'Institut national d'histoire de l'art.

## Sources et références
1. ↑  « https://agorha.inha.fr/inhaprod/ark:/54721/0056569 » (consulté le 7 novembre 2019)
2. ↑  « https://archives.yvelines.fr/rechercher/archives-en-ligne/correspondances-du-musee-departemental-maurice-denis/correspondances-du-musee-maurice-denis », sous le nom LEMOISNE Paul André (consulté le 12 février 2022)
3. ↑  Archives numérisées de l'état civil de Paris, acte de naissance no 10/678/1875, avec mention marginale du décès (consulté le 1er juin 2012)
4. 1 2 3 4 5 6 7  Arnauld Doria, discours aux funérailles, dans Nouvelles de l'estampe, 1964-10, p 292
5. ↑  Site de l'École des chartes
6. ↑  Bibliothèque de l'École des chartes, 1901, n°62, p. 144.
7. ↑  Arrêté du 31 octobre 1905, signalé dans « Chronique et mélanges » dans Bibliothèque de l'École des chartes, 1905, no 62, p. 602.
8. ↑  « Chronique et mélanges » dans Bibliothèque de l'École des chartes, 1907, n°68, p. 248.
9. ↑  Arrêté ministériel du 31 mars 1925
10. ↑  Site du CTHS
11. ↑  Jean Adhémar, « Nécrologie » dans Bulletin des bibliothèques de France, 1964, no 12, p. 495.
12. ↑  « Calames », sur www.calames.abes.fr (consulté le 1er février 2023)